# Catherine Stermann
Catherine Stermann, née le 18 septembre 1949 à Poissy (Yvelines) et morte le 11 avril 1985 dans le 6e arrondissement de Paris, est une comédienne française.
Elle est la petite-fille de l'homme politique allemand Karl Meitmann.
Après avoir fréquenté le cours Armel Marin, elle entre au Centre de la rue Blanche  où ses professeurs sont notamment Suzanne Flon, Daniel Lecourtois et Robert Manuel.
Pour certains rôles, elle utilise les noms et pseudonymes de Catherine Melo, Ophélie Stermann et Claude Stermann.
À l'âge de 35 ans, elle met fin à ses jours dans son appartement.

## Théâtre
- 1968 : Le Boulanger, la Boulangère et le Petit Mitron de Jean Anouilh, mise en scène Jean Anouilh et Roland Piétri, Comédie des Champs-Élysées
- 1969 : Le Boulanger, la Boulangère et le Petit Mitron de Jean Anouilh, mise en scène Jean Anouilh et Roland Piétri, Théâtre des Célestins
- 1970 : Les Poissons rouges de Jean Anouilh, mise en scène Jean Anouilh et Roland Piétri, Théâtre de l'Œuvre
- 1972 : Eugénie Kopronime de René Ehni, mise en scène Jacques Rosny, Théâtre Hébertot
- 1972 : Identité de Robert Pinget, mise en scène Yves Gasc, Petit Odéon

## Filmographie

### Télévision
- 1973 : La ligne de démarcation, réalisateur : Jacques Ertaud[1]
- 1974 : Les Gammas! Les Gammas!, réalisateur : Rüdiger Graf
- 1974 : La Logeuse, réalisateur : Luc Godevais

### Cinéma
- 1972 : Le Temps d'aimer (A Time for Loving), réalisateur : Christopher Miles
- 1973 : Le Sourire vertical, réalisateur : Robert Lapoujade
- 1975 : Cousin, Cousine, réalisateur : Jean-Charles Tacchella
- 1978 : L'Amour violé, réalisatrice : Yannick Bellon
- 1983 : Prends ton passe-montagne, on va à la plage, réalisateur :  Eddy Matalon